# Plato satelital
Un plato satelital es un tipo de antena parabólica en forma de plato  diseñada para recibir microondas de los satélites de comunicaciones, que transmiten datos o emisiones, tales como televisión por satélite o internet por satélite

## Principio de operación

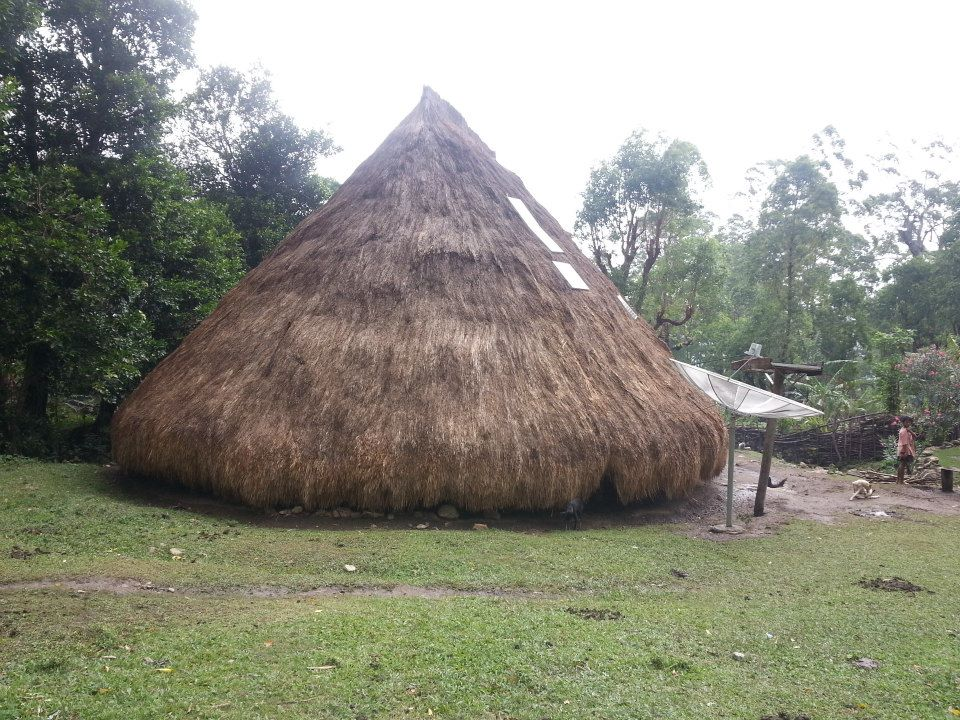
Plato satelital a Timor Leste

La forma parabólica de un plato refleja la señal al punto focal del plato.  Montado sobre soportes en el punto focal del plato está un dispositivo llamado bocina de alimentación o  feedhorn, que es esencialmente el frontal de una guía de onda que recoge las señales en o cerca del punto focal y las 'conduce' a un 
conversor de reducción de ruido (bloque de bajo ruido, low noise block - LNB). El LNB convierte las señales desde ondas electromagnéticas o de radio a señales eléctricas y las cambia de señales de la banda C y/o Ku al rango  de la banda L.